# Brama Ryba

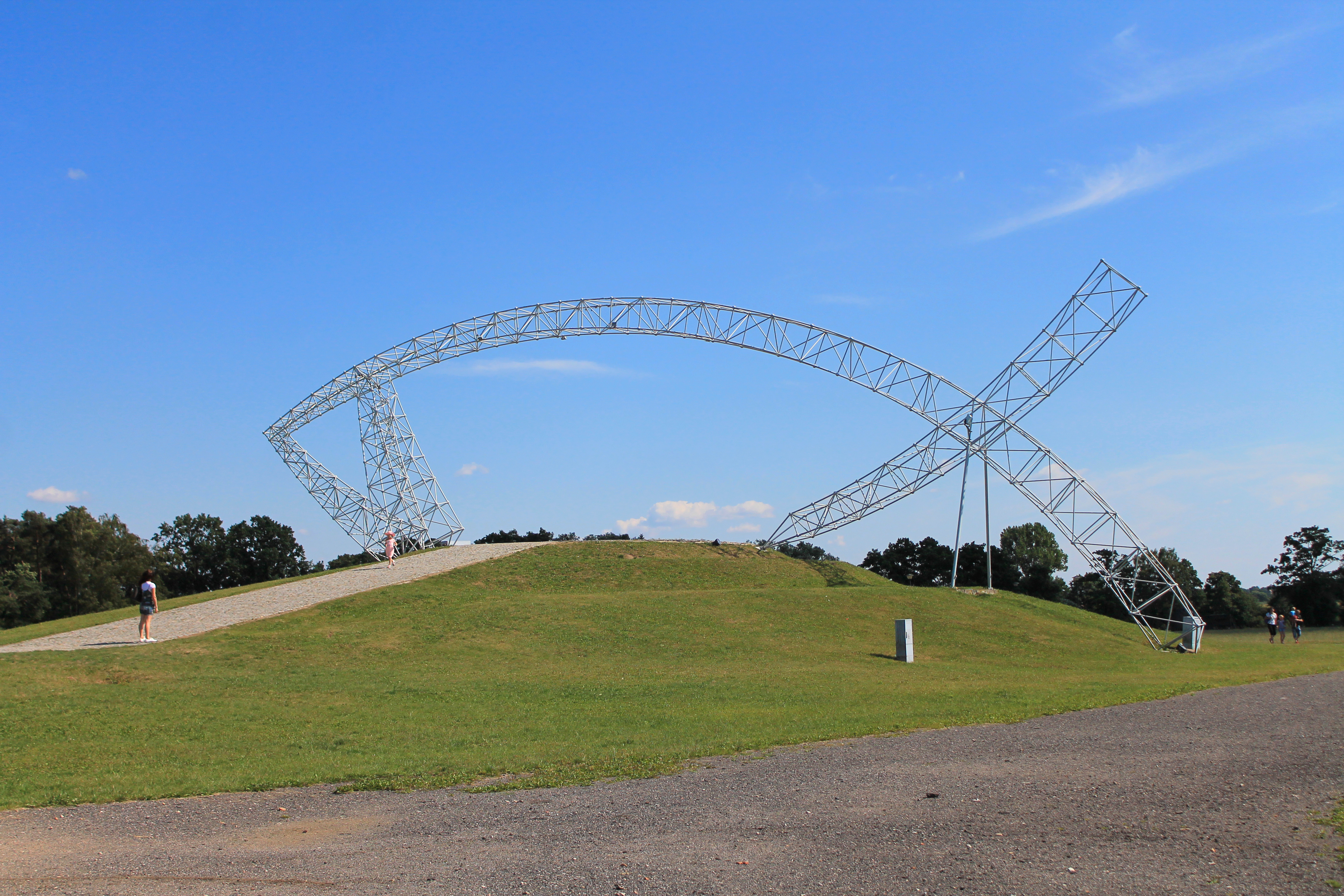
Brama Ryba nad jeziorem Lednica, lipiec 2018

Brama Ryba, Brama Trzeciego Tysiąclecia – rzeźba w formie bramy, znajdująca się na Polach Lednickich, nad jeziorem Lednickim. Brama ma kształt ryby – z języka greckiego Ichthys, symbolu Jezusa Chrystusa.
Brama została wybudowana z inicjatywy poznańskiego dominikanina o. Jana Góry. Dojście do bramy stanowi Droga Trzeciego Tysiąclecia, która symbolizuje drogę, jaką trzeba przejść, aby dojść do Chrystusa. Przejście pod bramą jest integralną częścią spotkań Lednickich.
W 2016 roku Brama Ryba została ogłoszona przez Prymasa Polski, abp. Wojciecha Polaka Bramą Miłosierdzia z uwagi na ogłoszony przez papieża Franciszka Jubileuszowy Rok Miłosierdzia.